# Dicaeum
Dicaeum är ett stort fågelsläkte i familjen blomsterpickare inom ordningen tättingar: Med sina 50–54 arter spridda från Himalaya till Filippinerna, Salomonöarna och Australien dominerar släktet familjen:
- Dajakblomsterpickare (D. dayakorum) – nyligen beskriven art
- Gyllengumpad blomsterpickare (D. annae)
- Tjocknäbbad blomsterpickare (D. agile)
- Strimmig blomsterpickare (D. aeruginosum) – inkluderas ofta i agile[1]
- Brunryggig blomsterpickare (D. everetti)
- Mustaschblomsterpickare (D. proprium)
- Gulgumpad blomsterpickare (D. chrysorrheum)
- Gulbukig blomsterpickare (D. melanoxanthum)
- Ceylonblomsterpickare (D. vincens)
- Gulsidig blomsterpickare (D. aureolimbatum)
- Mindanaoblomsterpickare (D. nigrilore)
- Gulkronad blomsterpickare (D. anthonyi)
- Brandkronad blomsterpickare (D. kampalili)
- Svartvit blomsterpickare (D. bicolor)
- Rödbukig blomsterpickare (D. australe)
- Visayablomsterpickare (D. haematostictum)
- Mindoroblomsterpickare (D. retrocinctum)
- Cebublomsterpickare (D. quadricolor)
- Orangebukig blomsterpickare (D. trigonostigma)
- Vitbukig blomsterpickare (D. hypoleucum)
- Bleknäbbad blomsterpickare (D. erythrorhynchos)
- Ghatsblomsterpickare (D. concolor)
- Enfärgad blomsterpickare (D. minullum)
- Andamanblomsterpickare (D. virescens) – inkluderas ibland i minullum
- Dvärgblomsterpickare (D. pygmaeum)
- Kungsblomsterpickare (D. nehrkorni)
- Burublomsterpickare (D. erythrothorax)
- Halmaherablomsterpickare (D. schistaceiceps)
- Seramblomsterpickare (D. vulneratum)
- Vogelkopblomsterpickare (D. pectorale)
- Rödkronad blomsterpickare (D. geelvinkianum)
- Louisiadblomsterpickare (D. nitidum)
- Bismarckblomsterpickare (D. eximium)
- Salomonblomsterpickare (D. aeneum)
  - D. [a.] malaitae – urskiljs av vissa som egen art[3]
- Makirablomsterpickare (D. tristrami)
- Eldblomsterpickare (D. igniferum)
- Praktblomsterpickare (D. maugei)
- Mistelblomsterpickare (D. hirundinaceum)
  - D. [h.] ignicolle[4]
- Rosabröstad blomsterpickare (D. keiense)
- Sulawesiblomsterpickare (D. celebicum)
- Bergblomsterpickare (D. monticolum)
- Orientblomsterpickare (D. ignipectus)
- Kambodjablomsterpickare (D. cambodianum)
- Sumatrablomsterpickare (D. beccarii)
- Eldstrupig blomsterpickare (D. luzoniense)
- Javablomsterpickare (D. sanguinolentum)
- Sumbablomsterpickare (D. wilhelminae)
- Floresblomsterpickare (D. rhodopygiale)
- Timorblomsterpickare (D. hanieli)
- Rödryggig blomsterpickare (D. cruentatum)
- Kardinalblomsterpickare (D. trochileum)

DNA-studier pekar på att släktet är parafyletiskt visavi Prionochilus och bör därför delas upp i flera. Inga större taxonomiska auktoriteter har dock ännu följt resultaten.